# Abtsbessingen
Abtsbessingen ist eine Gemeinde im thüringischen Kyffhäuserkreis. Erfüllende Gemeinde ist die nahegelegene Stadt Ebeleben. Zu Abtsbessingen gehört der Ortsteil Billeben.

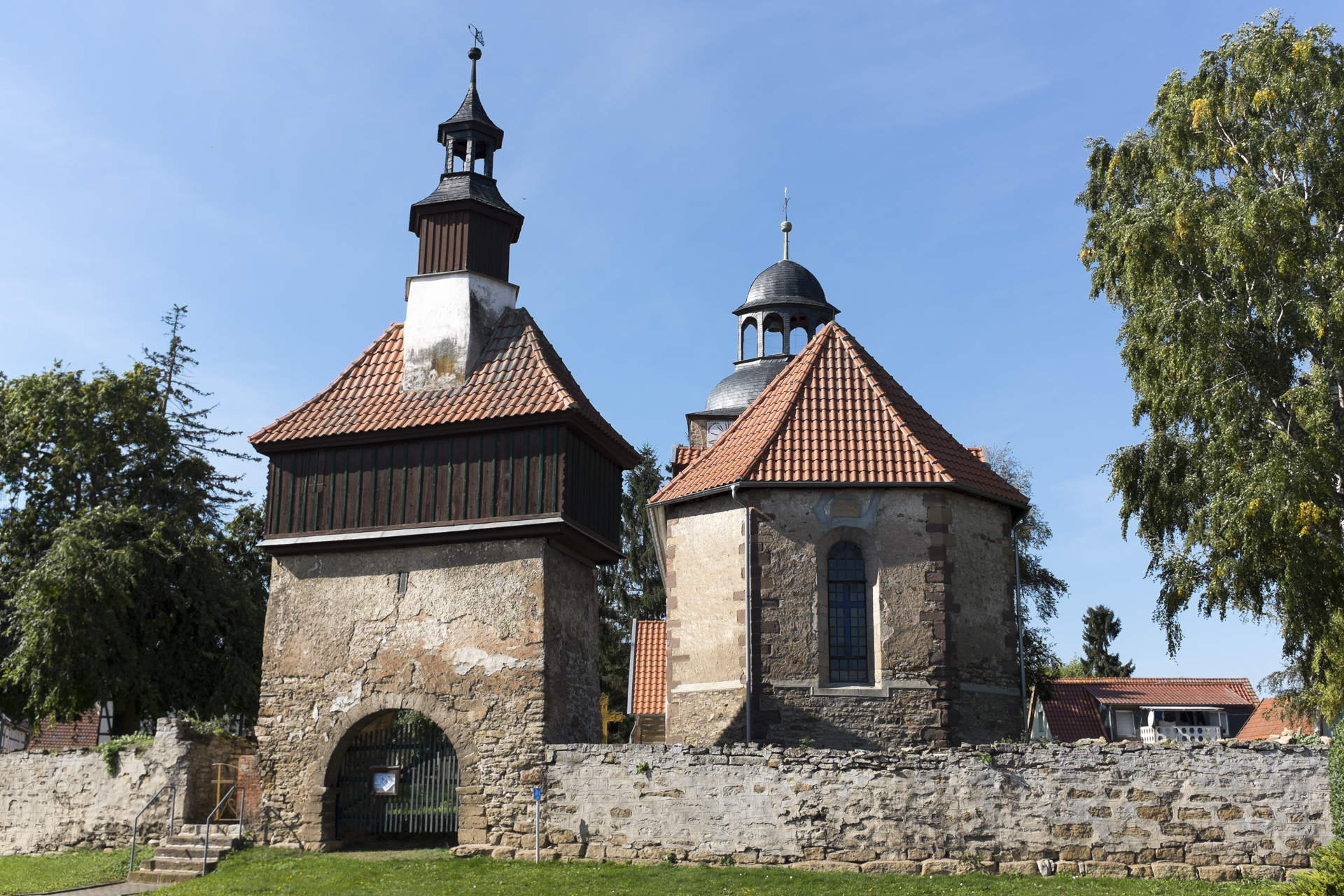
Ostansicht der Kirche St. Crucis

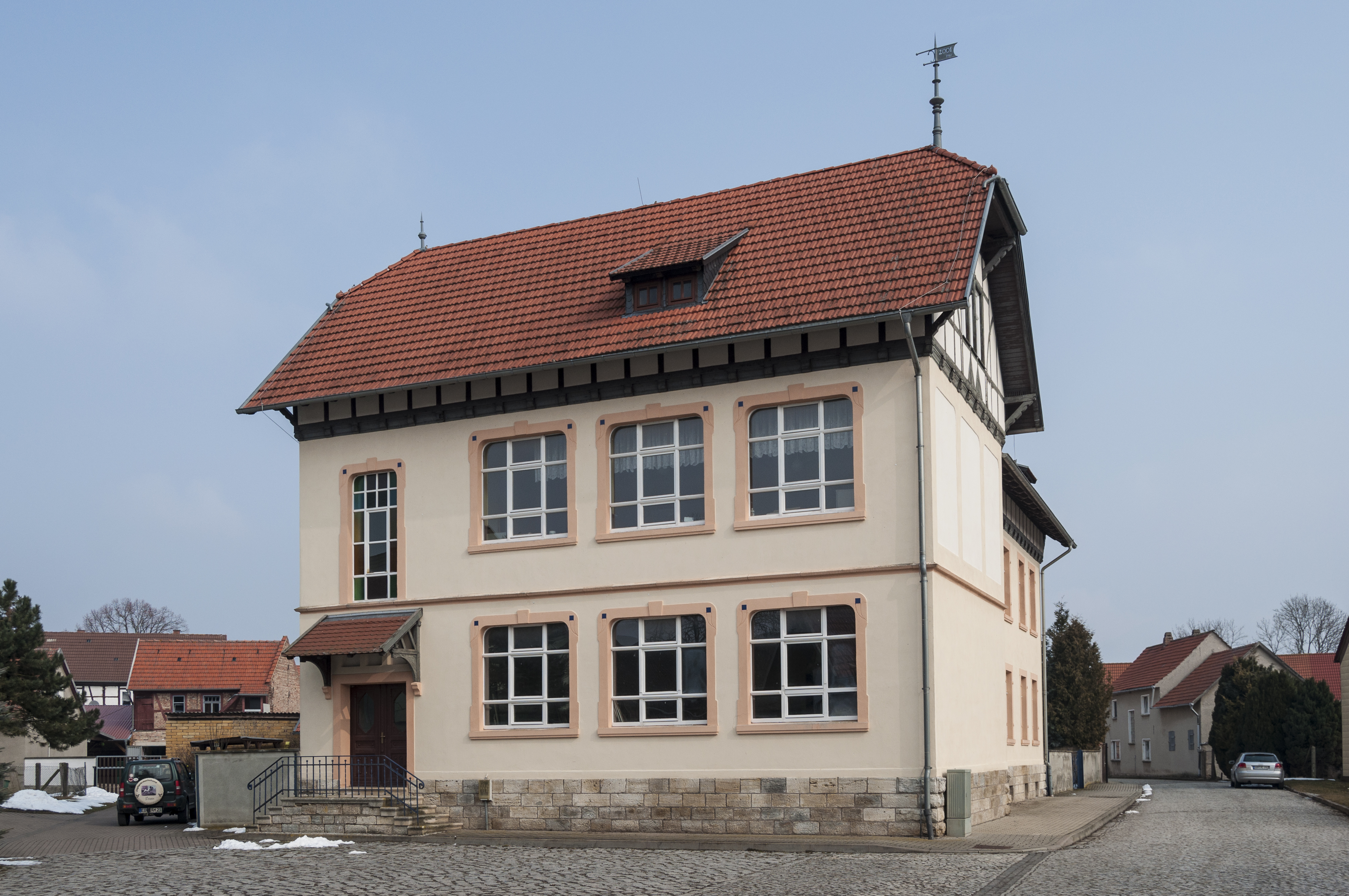
Ehemalige Schule in Abtsbessingen

## Geografie

### Geografische Lage
Abtsbessingen liegt im nordwestlichen Teil des Thüringer Beckens. Der Ort befindet sich 14 km (Luftlinie) südwestlich von Sondershausen sowie 3,5 km (Luftlinie) südöstlich von Ebeleben.

### Ausdehnung des Gemeindegebiets
Der dörfliche Grundriss bestätigt, dass Abtsbessingen ein Haufendorf ist. Die gesamte Flur beinhaltet 14,09 km². Darin enthalten sind 12,89 km² landwirtschaftliche Nutzfläche.

### Klima
Die durchschnittliche jährliche Niederschlagsmenge liegt bei 530 mm.

## Geschichte

### Vorgeschichte
In und um Abtsbessingen, d. h. in der Umgebung des Hohen Berges und westlich der Ortslage, konnten Fundstellen verschiedener Zeiten festgestellt werden.
Die Besiedlung setzt mit einer linienbandkeramischen Siedlung um 5000 v. Chr. östlich der Ortslage ein. Eine jungsteinzeitliche Besiedlung um 2500 v. Chr. konnte südlich der Straße nach Billeben anhand schnurkeramischer Gräber nachgewiesen werden. Außerdem wurde am ehemaligen LPG-Standort ein Frauengrab mit vier Gefäßen, einem Feuersteinabschlag und einer Feuersteinklinge dokumentiert. Mehrere Fundplätze am Hohen Berg bestätigten Besiedlungen in der Bronze- und Hallstattzeit. 

### Mittelalter
Im Jahr 876 wurde Abtsbessingen in der Schreibweise Bezzinga erstmals urkundlich in einem Zehntverzeichnis des Klosters Fulda erwähnt. Hierin ist vermutlich der Ursprung der heutigen, seit dem 15. Jahrhundert bestehenden Ortsbezeichnung zu sehen. Vom 13. bis 16. Jahrhundert trug zudem ein Adelsgeschlecht in verschiedenen Orten der Herrschaft Schwarzburg, vor allem in Berka, den Namen Abtsbessingen. Unter diesen Namensträgern war Cunemund von Berka, 1424 Domherr des Augustiner-Chorherrenstiftes Jechaburg.
Kaiser Otto II. übergab im 979, als seine Tochter Sophia in das Stift Gandersheim eintrat, diesem auch Güter in Abtsbessingen.
Ein in Urkunden genanntes Gut befand sich später zunächst im Besitz der Grafen von Kirchberg. In der Mitte des 13. Jahrhunderts gingen jenes Gut und das Dorf in den Besitz der Grafen von Hohnstein über. Hierbei übertrug Dietrich I. von Hohnstein beides seiner Tochter Sophie als Mitgift, als diese Heinrich III. von Schwarzburg heiratete. Die seinerzeitigen Oberlehnsherren, der Abt von Fulda und der Markgraf von Meißen, belehnten daraufhin Sophie von Schwarzburg mit Gut und Dorf. Nach dem frühen Tod ihres Mannes, der kinderlos blieb, trat sie diesen Besitz an ihren Bruder Heinrich I. von Hohnstein ab. Dieser verpfändete 1339 Abtsbessingen neben anderen Orten an seinen Vetter, den Grafen von Hohnstein und Herren von Wernigerode.

### Neuzeit
Im Jahr 1356 wurde Abtsbessingen schwarzburgisch. Heinrich XXVI. von Schwarzburg wurde 1447 vom Kloster Fulda mit dem Dorf belehnt. Das Gut blieb bis 1772 im Eigentum der Schwarzburger. Sie belehnten 1442 die Herren von Germar, 1489 die Ritter von Ebeleben, 1496 die Herren von Tachrodt, 1567 die Herren von Tettenborn sowie 1728 und 1741 August I. von Schwarzburg-Sondershausen.
Im Dreißigjährigen Krieg überfielen acht königlich-schwedische Reiter 1631 den Ort. Ein Jahr später übernachtete die Frau des schwedischen Königs, Maria Eleonora von Brandenburg, für zwei Nächte in Abtsbessingen.
Im Jahr 1635 fielen fünf Einwohner der Pest zum Opfer.
Ab 1739 stellte in Abtsbessingen auf Betreiben von August I. von Schwarzburg-Sondershausen eine Hochfürstliche Porzellanfabrik vornehmlich Gebrauchs- und Formengeschirr (Abtsbessinger Fayencen) her. Kennzeichnend sind kräftige Scharffeuerfarben auf gelbem und grünem Fond. Das Markensymbol enthält die Gabel aus dem Wappen der Landesherrschaft Schwarzburg-Sondershausen. In der Manufaktur waren u. a. Joseph Philipp Dannhofer aus Wien, Johann Gottfried Kiel und Georg Friedrich Fuchs tätig. Es wurde offiziell bis 1769 produziert. Wenig später soll das Hauptgebäude abgerissen und das Abbruchholz beim Bau der Domäne in Sondershausen wiederverwendet worden sein. In einem Nebengebäude, das 1854 noch existierte, wurden bis 1790 Fayencen hergestellt.
Im 18. Jahrhundert und am Anfang des 19. Jahrhunderts kam es wiederholt zu großen Bränden. Im Jahr 1740 wurden ein Pfarrhaus, die Schule, ein Gut und mehrere Bauernhöfe, 1758 einige Wohnhäuser und 1791 vermutlich durch Brandstiftung ein Freihof zerstört. Ein im Schafstall des Pfarrhauses ausgebrochenes Feuer vernichtete 1801 beinahe das gesamte Dorf.
Im Jahr 1813 befanden sich mehrere Truppen der russisch-preußischen Armee in Abtsbessingen.
Ab 1823 erhielt Abtsbessingen das Recht, zweimal im Jahr einen Markt abzuhalten. Dieses wurde 1830 an Ebeleben verkauft.
Im Ersten Weltkrieg fielen 36, im Zweiten Weltkrieg 45 Männer aus Abtsbessingen.
Am 1. Juli 1950 wurde die bis dahin eigenständige Gemeinde Billeben eingegliedert.

### Einwohnerentwicklung
Entwicklung der Einwohnerzahl (31. Dezember):
- 1994: 601
- 1995: 597
- 1996: 589
- 1997: 579
- 1998: 570
- 1999: 568
- 2000: 562
- 2001: 584
- 2002: 555
- 2003: 562
- 2004: 556
- 2005: 548
- 2006: 564
- 2007: 535
- 2008: 532
- 2009: 530
- 2010: 522
- 2011: 508
- 2012: 497
- 2013: 479
- 2014: 461
- 2015: 462
- 2016: 461
- 2017: 468
- 2018: 463
- 2019: 466
- 2020: 475
- 2021: 478

Datenquelle: Thüringer Landesamt für Statistik

## Politik

### Bürgermeister
Die Bürgermeisterwahl am 21. Februar 2021 brachte folgendes Ergebnis:

Wahlbeteiligung: 85,9 % (346 von 403 Wahlberechtigten)
- Dirk Bliedung: 47,4 %, 163 Stimmen
- Juliane Kumpf: 52,6 %, 181 Stimmen

Die gewählte Bürgermeisterin folgt auf Benno Erdmann, welcher seit 2010 als Bürgermeister amtierte.

### Gemeinderat
Dem Gemeinderat von Abtsbessingen gehören seit der Kommunalwahl am 26. Mai 2024 sechs Abgeordnete an, von denen die „Freie Wählervereinigung Abtsbessingen“ zwei stellt, die Wählergruppe „Gemeinsam für Abtsbessingen und Billeben“ vier. Die Wahlbeteiligung lag bei 84,1 Prozent (333 Stimmabgaben bei 396 Wahlberechtigten).

### Wappen
Das Wappen wurde am 8. Juni 1994 genehmigt.
Blasonierung: „In Gold ein Abt mit schwarzer Kutte, die Rechte mit zwei ausgestreckten Fingern segnend erhoben und in der Linken einen silbernen Kelch haltend, begleitet oben von zwei blauen Sternen.“
Der Abt steht als redendes Element zur Versinnbildlichung des Ortsnamens; er geht auf eine frühere Siegeldarstellung zurück (bereits 1739). Die blauen Sterne als Beizeichen symbolisieren die beiden Ortsteile der Gemeinde.
Das Wappen wurde von dem Heraldiker Frank Jung gestaltet.

### Gemeindepartnerschaft
Es besteht eine Partnerschaft mit Lautersheim.

## Kirche St. Crucis
Auf den Resten einer Wehrkirche wurde 1703 die Kirche St. Crucis erbaut. Sie gilt als das bedeutendste Bauwerk im Ort. Im Inneren findet man einen Kanzelaltar, welcher vom Arnstädter Maler Johann Christoph Meil von 1706 bis 1709 geschaffen wurde. Bemerkenswert ist die Torauffahrt zur Kirche und der mit gut erhaltenen barocken Grabdenkmälern versehene alte Friedhof.

## Wirtschaft und Infrastruktur

### Verkehr
Der Ortsteil Billeben liegt direkt an der Bundesstraße 84. Von dort aus führt eine Landstraße (L 1041) nach Abtsbessingen und weiter bis nach Greußen.
Es gab einen Bahnhof Abtsbessingen-Bellstedt an der Greußen-Ebeleben-Keulaer Eisenbahn, bis der Streckenabschnitt 1968 stillgelegt wurde. Nächster Haltepunkt mit Personenverkehr ist jetzt Hohenebra Ort an der Bahnstrecke Nordhausen–Wolkramshausen–Erfurt, etwa acht Kilometer nordöstlich von Abtsbessingen gelegen.
Wochentags bedienen die Linien 433 und 434 der Regionalbus-Gesellschaft Unstrut-Hainich- und Kyffhäuserkreis Abtsbessingen und Billeben.

## Persönlichkeiten

### Söhne und Töchter des Ortes
- Thomas Billeb (ca. 1617–1687), Jurist, Verwaltungsbeamter und Gräflich-Schwarzburgischer-Amtmann zu Großbodungen
- Friedrich Hatzius (1815–1889), deutscher Rittergutsbesitzer und Politiker
- Otto Früh (1866–1944), Abgeordneter des Schwarzburg-Sondershäuser Landtages
- Karl Breitenstein (1888–1961), Landwirt und Politiker
- Werner Seever (1899–1970), Verwaltungsjurist
- Hartwig Möller (* 1944), ehemaliger Leiter der Abteilung Verfassungsschutz des Innenministeriums von Nordrhein-Westfalen

### Personen, die mit dem Ort in Verbindung stehen
- Johann Gottfried Kiel (1717–1791), Porzellanmaler in der Fayence-Manufaktur Abtsbessingen